# Aanslag op Hotel Cosmopolite

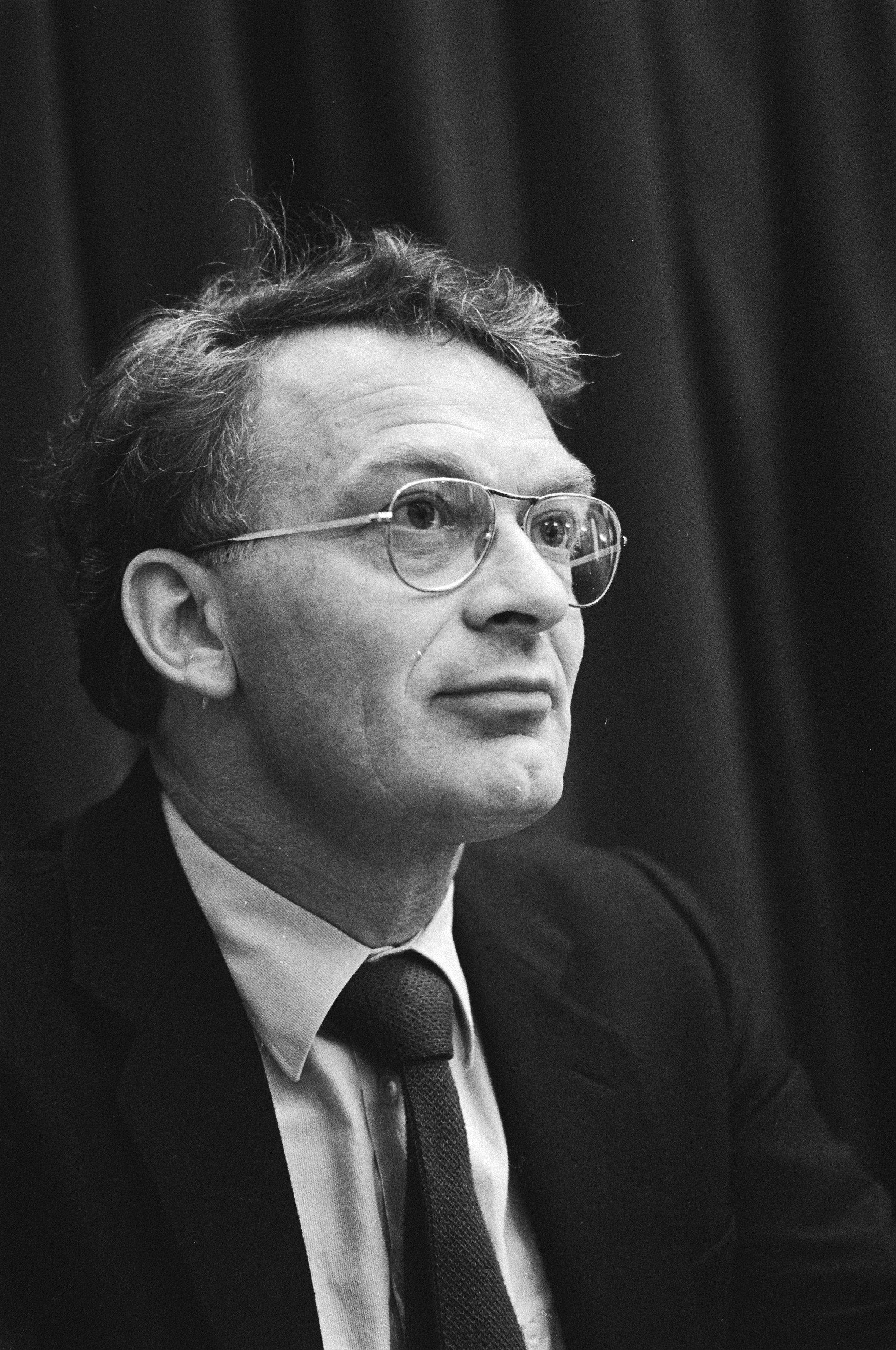
Hans Janmaat

De Aanslag op Hotel Cosmopolite was een uit de hand gelopen protest door actievoerders bij een hotel in Kedichem, waar op 29 maart 1986 een bijeenkomst plaatsvond van leden van de Centrumpartij (CP) en de Centrumdemocraten (CD). Hierbij raakte de secretaresse van de CD en later Tweede Kamerlid Wil Schuurman, toenmalig vriendin van Hans Janmaat, ernstig gewond, waardoor haar been geamputeerd moest worden. Het Hotel Cosmopolite brandde tot de grond toe af.

## Gebeurtenissen
Op 29 maart 1986 vond in hotel Cosmopolite in Kedichem een 'verzoeningsbijeenkomst' plaats tussen de Centrumpartij en de Centrumdemocraten. De plek was aanvankelijk geheim gebleven, om protesten te voorkomen. Deze vergadering zou worden voorgezeten door Frans Schoenmakers, voorzitter van de kring Zeeland van de CP en er waren ongeveer 60 à 70 aanhangers van beide partijen op komen dagen.
Organisator Wim Bruyn werd echter vanuit zijn woonplaats door actievoerders gevolgd, zodat de locatie rond half drie 's middags bekend werd. Hierop gingen enige honderden actievoerders naar Kedichem. De aanhangers van de Centrumpartij waren net aan hun vergadering begonnen. Ze werden beschermd door slechts twee agenten. Enige tientallen actievoerders sommeerden iedereen te vertrekken, gooiden met stenen en tegels de ruiten in en smeten een aantal rookbommen naar binnen. Een daarvan bleef in een gordijn hangen, dat vlam vatte. Volgens Janmaat zou er ook met molotovcocktails zijn geworpen.
Het hotel vloog in brand en de gasten zochten een veilig heenkomen. CD-partijleider Hans Janmaat wist via aan elkaar geknoopte lakens uit de eerste verdieping te ontsnappen, maar zijn secretaresse Wil Schuurman slingerde aan de lakens door een ruit. Ze kwam zo ongelukkig terecht dat later een van haar benen moest worden geamputeerd. De actievoerders werden belaagd door woedende dorpsbewoners, en 66 actievoerders die zich uit de voeten maakten, werden op de Lingedijk door de politie klemgereden en aangehouden. 
Hotel  Cosmopolite was compleet vernield; de schade bedroeg tweehonderdduizend gulden. De gemeente Leerdam liet de voorgevel van het gebouw slopen wegens instortingsgevaar. Hoteleigenaar In den Eng overleed twee maanden na de gebeurtenissen, toen hij overreden werd door een laadschop bij de nieuwbouw van het hotel. Het hotel werd later herbouwd.

## Reacties vanuit de politiek
Over de behandeling van de aangehouden actievoerders werden enige Kamervragen gesteld door de PPR en de PSP. Over de actie bij het hotel zelf werden geen Kamervragen gesteld. Politicologen en parlementair verslaggevers zeiden hier later over dat de partij werd doodgezwegen. Dit werd expliciet bevestigd door Paul Witteman tijdens de aflevering op 24 juli 1999 van Het zwarte schaap met en over Hans Janmaat.

## In de media
- In januari 2020 verscheen het boek De aanslag van Kedichem, 29 maart 1986 van Jan de Vetten.
- Tijdens een aflevering van Het zwarte schaap op 24 juli 1999 met Hans Janmaat werd de aanslag besproken.
- Andere Tijden besteedde aandacht aan de aanslag in de uitzending Weg met de Centrumpartij.[5]